# Erik Homburger Erikson
Erik Homburger Erikson (15. juni 1902 i Frankfurt am Main – 12. maj 1994) var en tysk/dansk/amerikansk psykoanalytiker og udviklingspsykolog, som var kendt for sin teori om menneskets sociale udvikling, og for at "opfinde" begrebet "identitetskrise".

## Baggrund
Eriksons mor, Karla Abrahamsen, kom fra en fremstående jødisk familie i København. Hun var gift med den jødiske mægler Valdemar Isidor Salomonsen, men blev gravid med en ikke-jødisk dansker. Da hun opdagede, at hun var gravid, rejste Karla til Frankfurt, hvor Erikson blev født og fik sin mors efternavn, Salomonsen.
Hun uddannede sig til sygeplejerske og flyttede til Karlsruhe. I 1905 giftede hun sig med den jødiske Theodor Homburger. I 1908 fik hendes søn sin stedfars efternavn og blev Erik Homburger. I 1911 blev han officielt adopteret af Homburger. Ægteparret Homburger fortalte Erik, at Theodor var hans rigtige far, og fortalte ham først sandheden sent i barndommen - noget, han forblev bitter for resten af sit liv.

## Eriksons otte stadier
Ifølge Erikson foregår udviklingen gennem otte psykosociale vendepunkter:
1. 0-1½ år: Grundlæggende tillid eller mistillid
2. 1½-2år-3 år: Selvstændighed eller tvivl
3. 3-6 år: Initiativ eller skyldfølelse
4. 6-12 år: Arbejdslyst eller mindreværdighed
5. Ungdomstid: Identitet eller rolleforvirring
6. Unge voksne: Intimitet eller isolation
7. Voksne: Udvikling eller stagnation
8. Alderdom: Integritet eller fortvivlelse [4]